# Doust Ali Moayyer ol-Mamalek
Pour les articles homonymes, voir Doust.
Doust Ali Khan Moayyer ol-Mamalek (1760-1821 ; en persan دوستعلی‌خان معیر‌الممالک) était le fils de  Hossein Ali Beyg Bastami.
Doust Ali Khan est un homme d'État iranien qui a occupé plusieurs postes clefs dont le trésorier de l'empire durant le règne de Agha Mohammad Shah et Fath Ali Shah Qajar.

## Biographie
Son père, Hossein Ali Beyg Bastami était déjà trésorier de la couronne sous le règne des Séfévides et Nâdir Châh Afshar et le premier de la dynastie des Bastami (de la ville de Bastam (Semnan)) à recevoir le titre de Moayyer ol-Mamalek.
Doust Ali Khan a commencé sa carrière en 1797 en tant que serviteur particulier (chambellan) de Agha Mohammad Shah pour remplir ensuite, après le décès de son père, la fonction de Moyyer ol-Mamalek (deuxième de la famille) que l'on pourrait traduire en français Essayeur du Royaume. Il était l'homme de confiance de Fath Ali Shah qui le nomme à plusieurs postes clés de l'état dont le ministère des finances.
Sous Fath Ali Shah, il était l'un des plus importants dignitaires les Qajar et a tenu les offices de Chamberlain (pish-Khedmat, Persan: پیشخدمت), administrateur de la trésorerie (amin-e khazaneh, Persan:امین الخزانه), gardien des joyaux de la couronne et enfincomptable des affaires financières de l'ensemble de l'Empire.
Il vécut pendant plusieurs années à Sari (Iran) en province de Mazandaran dans le nord du pays.
Doust Ali Khan meurt du choléra à Kangavar en route entre Kermanshah et Hamadan en accompagnant Fath Ali Shah à la campagne d'Irak.
Sa première résidence dans le quartier de Ark à Téhéran contenait cinq cours, deux salles de bains et une petite et une grande écurie. La famille déménage ensuite vers un manoir luxueux de style Persano-européen appelé "Reshk e-Behesht" situé dans les jardins de Bagh-e Ferdows (en français Jardins de Paradis) (Persan: باغ فردوس) à Tajrish dans le nord de Téhéran, alors en dehors des limites de la ville. Ce lieu abrite actuellement le musée du cinéma iranien.
Il a eu deux fils de son épouse Khajiyeh Khanom :
- Hossein Ali Khan Moayyer ol-Mamalek, gendre de Nasseredin Shah.
- Mohammad Ghassem Khan Vali, premier ambassadeur de Perse en Russie

À noter également qu'il fut l'oncle de Foroughi Bastami, célèbre poète de l'ère Qajar.

## Sources
- Mohammad Sadegh Esfahan, Tarikh Giti Gosha (Persan:  تاریخ گیتی‌گشا), Édition Eghbal, Téhéran, 1938 (livre en persan)
- Doust Ali Moayyeri, Real Asr Nasseri (Persan: رجال عصر ناصری), Nashr Tarikh Iran, Téhéran, 1982 (livre en persan)